# Sydere Lake
Sydere Lake är en sjö i Kanada.   Den ligger i Cochrane District och provinsen Ontario, i den sydöstra delen av landet, 600 km nordväst om huvudstaden Ottawa. Sydere Lake ligger 265 meter över havet. Arean är 0,28 kvadratkilometer. Den sträcker sig 0,9 kilometer i nord-sydlig riktning, och 0,5 kilometer i öst-västlig riktning.
I omgivningarna runt Sydere Lake växer i huvudsak blandskog. Trakten runt Sydere Lake är nära nog obefolkad, med mindre än två invånare per kvadratkilometer.